# Kvakszan
Kvakszan (hangul: 곽산군, Kvakszan-kun, handzsa: 郭山郡, RR: Kwaksan-kun, ’külvárosi hegy’) megye Észak-Koreában, Észak-Phjongan (P'yŏngan) tartományban.
Kogurjo (Goguryeo) idején egy Csangni-hjon (장리현; 長利縣, Changri-hyŏn) nevű település volt a megye területén, amely később, 994-ben a Kvakcsu (곽주; 郭州, Kwakchu) nevet kapta, mai neve is erre vezethető vissza. 1413-ban megyei rangra emelték, ekkor változtatták meg a nevét Kvakszan (Kwaksan)ra. 1914-ben területét Csongdzsu (Chŏngju)hoz csatolták. 1952-től ismét megye.

## Földrajza
Keletről Csongdzsu (Chŏngju), északról Kuszong (Kusŏng), nyugatról Szoncshon (Sŏnch'ŏn) megye, délről pedig a Sárga-tenger határolja.
Legmagasabb pontja az 566 méter magas Simvonszan (심원산; 深源山, Simwŏnsan).

## Közigazgatása
1 községből (up (ŭp)) és 19 faluból (ri (ri)) áll:
| - Kvakszan-up (곽산읍; 郭山邑, Kwaksan-ŭp) - Kohjon-ri (고현리; 古峴里, Kohyŏn-ri) - Kvanszang-ri (관상리; 觀上里, Kwansang-ri) - Kunszan-ri (군산리; 君山里, Kunsan-ri) - Namdan-ri (남단리; 南端里, Namdan-ri) - Tangszang-ri (당상리; 堂上里, Tangsang-ri) - Jomho-ri (염호리; 濂湖里, Yŏmho-ri) - Roha-ri (로하리; 路下里, Roha-ri) - Mundzsang-ri (문장리; 文章里, Munjang-ri) - Szamdan-ri (삼단리; 三端里, Samdan-ri) | - Szoktong-ri (석동리; 石洞里, Sŏktong-ri) - Ani-ri (안의리; 安義里, Kuhang-ri) - Amdzsuk-ri (암죽리; 巖竹里, Amjuk-ri) - Vonpho-ri (원포리; 遠浦里, Wŏnp'o-ri) - Vonha-ri (원하리; 元下里, Wŏnha-ri) - Vorok-ri (월옥리; 月玉里, Wŏrok-ri) - Csangnjong-ri (장룡리; 長龍里, Changryŏng-ri) - Cshonde-ri (천대리; 天台里, Ch'ŏndae-ri) - Cshodzsang-ri (초장리; 草庄里, Ch'ojang-ri) - Thonggjong-ri (통경리; 通京里, T'onggyŏng-ri) |

## Gazdaság
Kvakszan (Kwaksan) megye gazdasága földművelésre, gépiparra, vegyiparra és élelmiszeriparra épül.

## Oktatás
Kvakszan (Kwaksan) megye egy földművelési egyetemnek és számos egyéb oktatási intézménynek, köztük általános iskoláknak és középiskoláknak ad otthont.

## Egészségügy
A megye kb. 20 egészségügyi intézménnyel rendelkezik, köztük saját kórházzal.

## Közlekedés
A megye közutakon Phenjan (P'yŏngyang) és Sinidzsu (Sinŭiju) felől közelíthető meg. A megye vasúti kapcsolattal rendelkezik, a Phjongi (P'yŏngŭi) vasútvonal része.